# Carlo Mirabello (jagare)
Carlo Mirabello var en av tre jagare i Mirabello-klassen som byggdes för Regia Marina (den kungliga italienska flottan) under första världskriget.

## Design och beskrivning
Mirabello-klassen utformades som spaningskryssare ("esploratori"), i huvudsak förstorade versioner av samtida jagare. De hade en total längd på 103,75 meter, en bredd på 9,74 meter och ett djupgående på 3,3 meter. De hade ett deplacement på 1 784 ton vid standardlast och 2 040 ton vid fullast. Deras besättning bestod av 8 officerare och 161 värnpliktiga.
Mirabello-klassen drevs av två Parsons-växlade ångturbiner som var och en drev en propelleraxel med hjälp av ånga från fyra Yarrow-pannor. Turbinerna var dimensionerade till 44 000 hästkrafter (33 000 kW) för en hastighet på 35 knop (65 km/h). Fartygen rymde tillräckligt med bränsle för att ha en räckvidd på 2 300 nautiska mil (4 300 km) vid en hastighet på 12 knop (22 km/h).
Deras huvudbestyckning bestod av åtta 35-kalibriga Cannone da 10,2 cm 35 S Modello 1914-kanoner i enkelmontage som skyddades av kanonsköldar, en vardera för och akter om överbyggnaden på mittlinjen och de återstående kanonerna placerade på bredsidan mittskepps. Carlo Mirabello var det enda skeppet som färdigställdes i denna konfiguration, eftersom systerskeppen bytte ut en 40-kalibrig Cannone da 15,2 cm 40 A Modello 1891 mot den främre 10,2 cm-kanonen; medan Carlo Mirabello gjorde samma byte 1917. Kanonen visade sig vara för tung för fartygen och dess eldhastighet var för långsam. Luftvärnsbestyckningen för Mirabello-klassen tillhandahölls av ett par 40-kalibriga Cannone da 7,6 cm 40 Modello 1916 kanoner i enkelmontage. De var utrustade med fyra 45-centimeter torpedtuber i två tvillingmontage, ett på varje bredsida. Carlo Mirabello kunde medföra 100 sjöminor.

### Modifikationer
15,2 cm kanonen visade sig vara för tung för fartygen och dess eldhastighet var för långsam så den ersattes när Mirabello-klassens fartyg beväpnades med åtta 45-kalibriga Cannone da 10,2 cm/45 S, A Modello 1917-kanoner arrangerade enligt Carlo Mirabellos ursprungliga konfiguration 1919. 7,6 cm-kanonerna ersattes av ett par 39-kalibriga Cannone da 40 mm /39 luftvärnskanoner i enkla fästen 1920-1922.